# Wolfgang Warnemünde
Wolfgang Warnemünde (* 8. Mai 1953 in Grevesmühlen) ist ein ehemaliger deutscher Leichtathlet, der - für die DDR startend - bei den Europameisterschaften 1982 die Bronzemedaille im Diskuswurf gewann.
Neben dem Diskuswurf war er auch im Kugelstoßen aktiv. Bei den DDR-Meisterschaften 1977 wurde er Vizemeister mit dem Diskus und Vierter beim Kugelstoßen. Bei der Universiade im selben Jahr gewann er in beiden Disziplinen die Bronzemedaille. 1978 wurde er erneut DDR-Vizemeister im Diskuswurf und qualifizierte sich für die Europameisterschaften in Prag, wo er den achten Platz belegte (61,28 m - 61,14 - 60,12 - 60,56 - ungültig - ungültig).
Warnemündes größter Erfolg war der dritte Platz bei den Europameisterschaften 1982 in Athen (ungültig - 61,20 - 62,20 - 62,76 - 64,20 m - 63,40) hinter Imrich Bugár aus der Tschechoslowakei und Ihor Duhinez aus der Sowjetunion. Außerdem wurde er in diesem Jahr sowie 1984 erneut DDR-Vizemeister.
Seine persönliche Bestleistung im Diskuswurf lag bei 67,56 m und im Kugelstoßen bei 19,92 m, beide Weiten erzielte er im Jahr 1980.
Wolfgang Warnemünde gehörte dem SC Empor Rostock an. In seiner aktiven Zeit war er 2,02 m groß und wog 117 kg. In den nach der Wende öffentlich gewordenen Unterlagen zum Staatsdoping in der DDR fand sich bei den gedopten Sportlern auch der Name von Warnemünde.